# غودريك جريفندور
غودريك جريفندور (بالإنجليزية: Godric Gryffindor)‏ هو شخصية خيالية من السلسلة الأدبية الشهيرة هاري بوتر للكاتبة البريطانية جي كي رولينغ، وهو أحد مؤسسي  مدرسة هوغوورتس  للسحر والشعوذة  وهو الذي أسس المنزل الأكثر شهرة فيها وهو منزل  جريفندور والذي ينتمي أليه بعض  أبرز شخصيات السلسلة مثل ألباس دمبلدور وهاري بوتر وغيرهم،  ويعتبر واحد من أعظم السحري القدامي ، ولد غودريك في كهف غودريك في القرن التاسع أو العاشر وهي قرية صغيرة سميت على أسمه ولد فيها هاري بوتر  بطل السلسلة  حيث عاش فيها والداه جيمس بوتر وليلي بوتر  وهناك حيث قتلا بها على يد لورد فولدمورت ودفنا بها أيضًا، والدا غودريك ليسا ساحرين ولهذا فهو من العامة وهذا ما تسبب بخلاف بينه وبين سالازار سليذرين وباقي المؤسسين.